# 陳若思
陳若思（英語：Amber Chan Yeuk Sze，1996年4月6日—），原名陳紫瑩，別名陳煦凝，香港女演員及主持，曾於《2020香港小姐競選》入圍最後十強，現為無綫電視經理人合約藝員。

## 簡歷
陳若思祖籍福建廈門，能說四種語言，早年就讀中華基督教青年會小學和明愛元朗陳震夏中學，中學畢業後任職模特兒，主以「陳紫瑩」身份活躍於動漫圈，亦曾於2018年香港動漫節中為 PlayStation 擔當過模特兒。2019年，她參與拍攝由司徒夾帶主理的寫真集《私圖》（第二冊），2020年8月便以「陳煦凝」名義參加該年度的《香港小姐競選》，並晉級最後十強，落敗後於同年9月初則成為經理人合約藝員；涉足演藝圈前曾任職宏利理財策劃顧問經理。2021年初，她加入成為兒童節目《Think Big 天地》主持之一，同年8月再過渡為《Hands Up》主持，10月7日則在社交網站上宣佈從「陳煦凝」改名為「陳若思」。
2022年6月，陳若思加入J2台成為23位J2ers之一，與何泳芍、胡美貽及廖慧儀合作拍攝真人秀節目《港女野人》。

## 演出作品

### 電視劇（無綫電視）
| 首播       | 劇名              | 角色                     |
| 2021年至今 | 愛·回家之開心速遞 | 孖辮妹（第1242、1265集） |
| 2021年至今 | 愛·回家之開心速遞 | 港女野人（第1817集）     |
| 2021年至今 | 愛·回家之開心速遞 | （第2244集）             |
| 2022年     | 痞子殿下          | 宮女                     |
| 2023年     | 有種好男人        | 客人（第12集）           |
| 2023年     | 隱門              | 環境人物（第15集）       |
| 2023年     | 新聞女王          | 徐曉欣（Yuki）           |
| 2025年     | 刑偵12            | 丁少婷                   |
| 2025年     | 執法者們          | 蔡佩汶（Ria）            |

### 網上直播節目（無綫電視）
| 首播   | 節目名                              | 備註   |
| 2020年 | 2020香港小姐競選 — 第一輪網上面試   | 參賽者 |
| 2020年 | 2020香港小姐競選 — 港姐現真身面試   | 參賽者 |
| 2020年 | 2020香港小姐競選 — 第二輪面試       | 參賽者 |
| 2020年 | STAY HOME·見營養師                  | 參賽者 |
| 2020年 | Queen of Posing                     | 參賽者 |
| 2020年 | 2020香港小姐競選 — 公布海外入圍佳麗 | 參賽者 |
| 2020年 | 我和港姐有個約會                    | 參賽者 |
| 2020年 | 2020香港小姐競選 — 公布15強入圍名單 | 參賽者 |
| 2020年 | 2020香港小姐競選 — 公布12強入圍名單 | 參賽者 |
| 2020年 | 決賽佳麗誕生                        | 參賽者 |

### 綜藝節目（無綫電視）
| 首播       | 節目名                  | 備註                                                                         |
| 2020年     | 我和港姐有個約會        | 參賽者                                                                       |
| 2020年     | #後生仔傾吓偈             | 參賽者                                                                       |
| 2020年     | 港姐有問題              | 參賽者                                                                       |
| 2020年     | 港姐見工有問題          | 參賽者                                                                       |
| 2020年     | 姊妹淘                  | 參賽者                                                                       |
| 2020年     | 2020香港小姐競選決賽    | 參賽者                                                                       |
| 2020年     | #後生仔睇完港姐傾偈     | 參賽者                                                                       |
| 2020年     | 衝上雲霄大選            | 演出                                                                         |
| 2021年     | Think Big 天地          | 與曾展望、黃紫恩、吳佩隆、徐文浩、陳嘉慧、倪嘉雯、王虹茵、陳楨怡、梁敏巧合作 |
| 2021年     | #一屋後生仔             | 演出                                                                         |
| 2021年     | Hands Up                | 與伍文生、關宛珊、吳佩隆、倪嘉雯、潘靜文、呂靜文、黃浩霆合作                 |
| 2021年     | 兒歌金曲SUMMERFEST      | 演出                                                                         |
| 2022年     | J2再出世                | 演出                                                                         |
| 2022年     | 港女野人                | 與胡美貽、廖慧儀及何泳芍合作                                                 |
| 2022年至今 | 開壇                    | 與蘇民峰、倪嘉雯、黃嘉雯、杜穎珊、陳國麟合作                                 |
| 2022年至今 | Blah Blah Blah試新室    | 與林沚羿、馮子亮、陳國麟、倪嘉雯、黃嘉雯、胡敏芝、何沛珈合作                 |
| 2023年     | 獎門人秋季感謝祭        |                                                                              |
| 2023年     | 趁而家去東京偷食...譜！ | 與胡美貽合作                                                                 |
| 2023年     | 我要瞓鬥                | 與胡美貽同組的參賽者                                                         |
| 2024年     | HOME即是識              |                                                                              |

### 電影
| 首映   | 電影名                   | 角色     |
| 2020年 | 冥通銀行特約：翻生爭霸戰 | 宿舍女生 |

### 音樂錄像
| 年份   | 歌名     | 歌手   |
| 2022年 | 無證騎士 | 何晉樂 |

## 書籍

### 寫真集
- 2019年7月：《私圖》第二冊（司徒夾帶、ISBN 9789887826033）

## 曾獲獎項與提名
| 年份   | 頒獎典禮             | 獎項                           | 作品                                           | 結果 |
| 2020年 | 2020年度香港小姐競選 | 知識女皇（Queen of Knowledge） | 不適用                                         | 獲獎 |
| 2022年 | 萬千星輝頒獎典禮2022 | 飛躍進步女藝員                 | 《開壇》 《Blah Blah Blah試新室》 《港女野人》 | 提名 |

## 外部連結
- 陳若思的Instagram帳戶
- 1號 陳煦凝 Amber Chan - 佳麗檔案 - tvb.com - 2020香港小姐競選 （页面存档备份，存于）